# Зигмунд Скуинш
Зигмунд Скуинш (на латвийски: Zigmunds Skujinš) е латвийски журналист, преводач, сценарист и писател на произведения в жанра драма. В България е издаван и като Зигмунд Скуин.

## Биография и творчество
Зигмунд Янович Скуинш е роден на 25 декември 1926 г. в Рига, Латвия, в бедно работническо семейство. Завършва е Рижкото държавно техническо училище. По време на окупацията на Латвия от Съветския съюз през 1940 г. е приет в пионерското движение. След окупацията на Латвия от Нацистка Германия, през 1944 г. е мобилизиран в Луфтвафе, но не участва във военни действия. След войната е задържан в Долна Саксония и изпратен в лагер за военнопленници от Латвийския легион. Връща се в Латвийска ССР през 1945 г.
След завръщането си през 1945-1946 г. учи в средното училище по изкуствата „Янис Розенталс“, става член на комсомола, и в периода 1946-1957 г. е журналист във вестник „Съветска младеж" и през 1957-1960 г. списание „Даджис“. В периодите 1960-1962 г. и 1968-1973 г. е консултант по проза в Съюза на писателите на Латвия. Активно участва в Третото национално пробуждане и се присъединява към Латвийския народен фронт през 1989 година. В периода 1992-1995. г. е основател и първи председател на Латвийския съвет за радио и телевизия.
Първият му разказ „Pāri sētai“ е публикуван през 1949 г., а първият му роман „Внуците на Колумб“ е публикуван през 1961 г. За него получава държавната награда на СССР.
Той е един от най-превежданите латвийски писатели, неговите творби са публикувани на немски, английски, руски, български, чешки, словашки, унгарски и др. в. езици в повече от седем милиона копия. През 1985 г. е удостоен със званието народен писател на Латвийска ССР. Почетен член е на Латвийската академия на науките.
Зигмунд Скуинш живее в Рига.

## Произведения

### Самостоятелни романи
- Kolumba mazdēli (1961)
Внуците на Колумб, изд.: „Георги Бакалов“, Варна (1979), прев. Иван Троянски
- Fornarina (1964)
- Sudrabotie mākoņi (1968)
- Kailums (1970)
- Vīrietis labākajos gados (1974)
Мъж в разцвета на силите, изд.: „Народна култура“, София (1980), прев. Лилия Илиева
- Jauna cilvēka memuāri (1981)
Мемоарите на един млад човек, изд.: „Народна младеж“, София (1986), прев. Лилия Илиева
- Gulta ar zelta kāju (1984)
Креватът със златния крак, изд. „Панорама“ (2011), прев. Албена Методиева
- Miesas krāsas domino (1999)
- Siržu zagļa uznāciens (2001)

### Пиеси
- Brunču medības (1972)
- Sveiks, mīļais Blaumani! (1978)

### Документалистика
- Zibens locīšana (1978)
- Sarunas ar jāņtārpiņiem (1992)
- Jātnieks uz lodes (1996)

### Екранизации
- 1959 Меч и роза
- 1964 До осени далеко
- 1978 Мужчина в разцвете лет